# Shunzei Tadanori

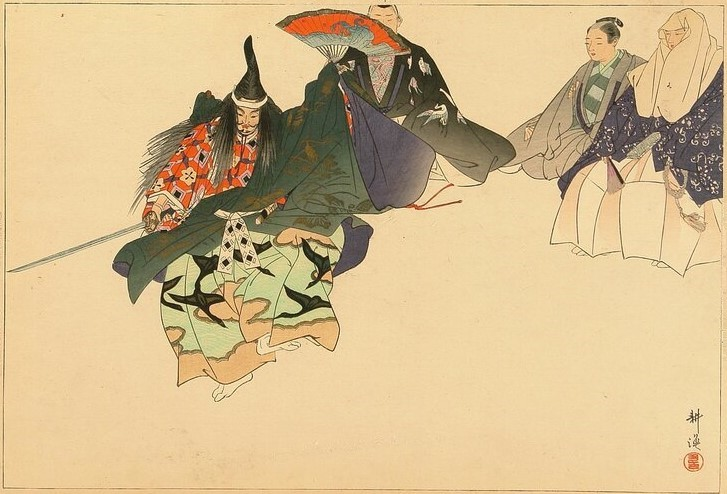
Szene aus dem Stück

Shunzei Tadanori (japanisch 俊成忠度), die Vornamen zweier Persönlichkeiten aus dem Ende der Heian-Zeit bilden den Titel eines Nō-Dramas von Seami. Das Stück ist im Rahmen der Nō-Kategorie ein Zweitspiel.

## Vorbemerkung
Shunzei ist eine respektvolle Lesung des Vornamens des Dichters Fujiwara no Toshinari (1114–1204). Taira no Tadanori (1144–1184) war ein Bruder von Taira no Kiyomori. Er fiel in der Schlacht von Ichi-no-Tani.
Es treten folgende Personen auf:
- Waki: Okabe Rokuyata
- Tsure: Fürst Shunzei
- Tomo: Ein Diener
- Shite: Geist des Taira Tadanori

## Handlung
1. Akt
  1. Vorspiel: Mit Namensnennung-Flöte tritt Okabe mit Begleiter auf. Namensnennung, Ankunft bei Toshinari.
  2. Frage und Antwort. Okabe überbringt das Gedicht, Toshinari betet für den Dahingeschiedenen. (Okabe tritt ab.)
  3. Tadanori, der Geist erscheint. „Ist’s Traum? Ist’s Wirklichkeit?“ Wechselrede. Klage Toshinaris, dass sein Gedicht nicht mit der Nennung des Verfassers aufgenommen worden ist. Bitte an Tadanori. Chor.
  4. Großer Auftritt. Wie Perle an Perle reiht sich Lied an Lied, von Susanō no Mikoto über Hitomaro und durch die Zeiten. „Lied (Waka) erfreut die Götter, verbindet Mann und Frau, Gatte und Gattin.“ Plötzlich erfolgt ein Wandel zur Kampfszene.
2. Akt
  1. Toshinari: „Wie seltsam ist plötzlich der Anblick anders!“ Tadanori: „Schau hin! Der König der Kriegergeister steigt empor, greift Indra an. Und Indra widerseht ihm, schickt ihn hinab zur Welt der wilden Geister.“ Kampftoben, Tadanori ist mittendrin. Mit dem erwachenden Morgen entschwindet diese Traumwelt.

## Nachbemerkung
Diesem Nō fehlt der erste Teil, in dem der Geist des Verstorbenen in unkenntlicher Gestalt auftritt. Okabe, der Waki, tritt, zu Toshinari gekommen, alsbald ab, so dass Toshinari gleichsam zum Waki des Hauptteils wird.